# Citroën Type C
Citroën Type C eller Citroën 5CV är en småbil, tillverkad av den franska biltillverkaren Citroën mellan 1922 och 1926. 
Citroëns minsta modell presenterades på bilsalongen i Paris hösten 1921. Den var strikt tvåsitsig och dess öppna kaross hade bara en dörr, på högersidan och en enkel sufflett till skydd mot vädrets makter. Den första tiden såldes Type C bara i en gul färg som gav den smeknamnet ”Petite Citron”, lilla citronen. Bilen hade en fyrcylindrig sidventilsmotor med termosifonkylning. Chassit hade stela hjulaxlar upphängda i kvartselliptiska bladfjädrar. Fotbromsen verkade på kardanaxeln medan handbromsen tog på bakhjulen och bilen kunde nå en toppfart på 60 km/h. Trots sitt låga pris på 8 500 francs hade Type C en omfattande elektrisk utrustning, inklusive startmotor. Detta för att tilltala även kvinnliga kunder som förväntades uppskatta ett enkelt handhavande.
1924 förlängdes hjulbasen för att få plats med en tredje sittplats, bakom framstolarna. Det gav upphov till smeknamnet ”Trèfle”, treklövern.